# Annette Selle
Annette Selle (* 11. Juli 1967 in Berlin) ist eine in Berlin lebende bildende Künstlerin mit dem Schwerpunkt Malerei.

## Leben
Annette Selle wuchs in Ost-Berlin auf. Sie studierte erst Kunstpädagogik an der Humboldt-Universität zu Berlin, dann Malerei an der Kunsthochschule Berlin-Weißensee. Im Anschluss folgten zwei Jahre Studium der Kunsttherapie an der HdK Berlin mit Studienaufenthalten in Italien, Frankreich und Spanien. Ihr erstes Atelier von 1998 bis 2012 war eine große ehemalige Lagerhalle in Ruhlsdorf, Märkisch-Oderland, seitdem befindet sich ihr Atelier im Künstlerhof Berlin-Frohnau. Seit 2011 lehrt Annette Selle an der Jugendkunstschule Atrium in Berlin und ist seit 2016 im Leitungsteam.

## Werk
In Annette Selles künstlerischer Auseinandersetzung tritt das abstrakt Malerische in den Vordergrund. Ihre Werke wecken inhaltliche Assoziationen zu Landschaften mit weiten Horizonten und einer Stimmung von Ödnis und Einsamkeit. Solch karg gestimmte Landschaften sind bekannt aus der Malerei des 19. Jahrhunderts von Caspar David Friedrichs oder auch von Anselm Kiefer im späten 20. Jh. Es finden sich Kompositions-Muster wie bei Annette Selle, in denen die Reduktion auf Himmel und Erde und das Fluchten auf eine grenzenlose Weite anspielen, die menschliche Dimensionen überschreiten. Ihre Gemälde leben aus der Farbe als Stimmungsträger und in ihrer Pastosität, aus den Spuren des Bearbeitens, in denen der Prozess des Malens deutlich sichtbar bleibt. Das malerische Spiel von Raum und Fläche führt über das figurative Motiv hinaus in die Abstraktion. Ein Leitgedanke der Künstlerin in der Entwicklung ihrer Arbeiten ist die Psychologie der Farbe. Die Natur wird als kontemplative Erfahrung angeboten. Das Bild fügt sich der Seh-Intention des Betrachters. Im Bereich der Druckgrafik bevorzugt Annette Selle insbesondere die Technik der Radierung. Bildhauerische Arbeiten wie ihre Seelenhäuser verwenden das Material Ton.
Annette Selle ist seit 2018 Mitglied des Berufsverband Bildender Künstlerinnen und Künstler Brandenburg e.V., Mitglied in VG Bild-Kunst, seit 2013 Mitglied des Netzwerks Frauenmuseum Berlin e.V. Ihre Werke befinden sich in der Kunstsammlung der SPD in Berlin und in deutschen, französischen und amerikanischen Privatsammlungen.

## Ausstellungen (Auswahl)
Einzelausstellungen (E), Gruppenausstellungen (G)
- 2025 Grüner Himmel, Die kleine Galerie, Berlin (E, mit Carolin Beyer)
- 2025 Frühlingserwachen, Galerie Brücke, Hamburg (G)
- 2025 Seestück Ost-West, Kunstverein Schloss Wiligrad (G)
- 2024 am Paradies – ganz nah, Kunstverein Kaponier, Vechta (E, mit Marion Angulanza)
- 2024 Galerie im Kunstzentrum Tegel, Berlin (G, mit Andreas Neumann und Jörg Krieg)
- 2024 vis-à-vis, Kunsthaus Kappeln (E, mit Carolin Beyer)
- 2024 Blue Memories, Galerie aquabitArt, Berlin (E)
- 2023 Begegnung mit der Unendlichkeit, Galerie 149, Bremerhaven (E, mit Karla Gänßler)[7]
- 2022 Wo wir uns Finden, Kunstverein Pritzwalk (E, mit Rachel Kohn)[8]
- 2022 Vis-à-vis, Kunstverein Elmshorn (E, mit Carolin Beyer[9])[10], Katalog
- 2021 Endlich, Kunsthalle Brennabor[11]
- 2021 Brandenburg an der Havel (E, mit Claudia Güttner)[12]
- 2021 Galerie aquabit, Berlin (G)
- 2019 Der Weg in die Abstraktion, Galerie Kunst am Gendarmenmarkt, Berlin (E, mit Alexander Koshin)[13]
- 2019 STIMMEN! 100 Jahre Frauenwahlrecht[14], im Willy-Brandt-Haus, Berlin (G)[15]
- 2018 Kunstscheune Barnstorf, Wustrow (G), Wege der Moderne
- 2018 Galerie am Gendarmenmarkt (G),
- 2018 Pionierpflanzen und weiterer Wildwuchs, Galerie Alte Schule, Berlin-Adlershof (G)[16]
- 2017 Otto-Galerie, München (E, mit Andreas Theurer)[17]
- 2017 Galerie am Gendarmenmarkt, Berlin (G)
- 2017 art nou mil.lenni gallery, Barcelona (G)[18]
- 2016 Raum – Körper – Gewand – Figur, Kloster Chorin (E, mit Karla Gänßler)[19]
- 2016 Berlinische Galerie (G)
- 2015 Kunstwerk/Werkkunst, Schloss Reinbek (G)
- 2015 Galerie aquabit, Berlin (E)
- 2025 Konkurrenz-Worte, die wir satt haben, Kunstfestival 48h Neukölln, mit Frauenmuseum Berlin (G)
- 2014 angeordnet – Malerei, Zeichnung, Objekt, Rathaus Tempelhof (G)[20],
- 2014 Raum, Körper, Figur, Gewand[21]
- 2014 Kunstflügel, Rangsdorf (E)
- 2014 Kommunale Galerie im Historischen Keller, Berlin-Spandau (E)
- 2014 Klostergalerie Zehdenick (E)
- 2013 Galerie im Kloster, Ribnitz-Damgarten (E),
- 2013 Lieder aus Farbe, Galerie aquabit, Berlin (E)
- 2011 Brandenburg Art Prize, Schloss Neuhardenberg (G)
- 2011 Galerie Ei, Berlin (E)
- 2011 Mädchengesang, Galerie aquabit, Berlin (E)
- 2009 Galerie Tammen, Berlin (G), Libnow Manor House (E)
- 2008 Mensch – Raum – Landschaft, Werke aus der Sammlung im Willy-Brandt-Haus, Berlin (G)[22]
- 2006 Kunstscheune Barnstorf (E)
- 2004 Zeitgenössisch, Art exhibition, Berlin (G)
- 2004 Galerie des Kunstvereins Bautzen (E)
- 2003 Galerie Tammen und Busch, Berlin (E)
- 2002 Galerie Otto, Munich (G)
- 2002 Bautzen Autumn Salon (G)
- 2000 Galerie 100, Berlin (E)
- 2000 Galerie Pohl, Berlin (E)
- 2000 Communication Center, Luckenwalde (E)
- 1999 Galerie S, Berlin (E),
- 1999 Galerie Bel Etasch, Berlin (E),
- 1999 Chiesa San Biagio, Tuscania/Italien (G)
- 1997 Rolf Klein und seine Schüler, Rathaus Berlin-Johannisthal (G)
- 1996 Studio Bildende Kunst Berlin-Lichtenberg (G)